# Quartet Casals
Quartet Casals és un quartet de corda fundat el 1997 per l'impuls de Jordi Roch, director musical de la Schubertíada de Vilabertran, i està reconegut com un dels grans quartets de corda europeus en l'actualitat.
Aquest quartet va ser molt aviat reconegut com un dels quartets joves europeus més destacables. Un any després de la seva formació, va rebre el primer premi al Concurs de Música de Cambra Montserrat Alavedra, que se celebra biennalment a Terrassa.
Les seves activitats inclouen actuacions a les sales Wigmore Hall de Londres, Concertgebouw d'Amsterdam, Carnegie Hall i Lincoln Center de Nova York, Beethovenhaus de Bonn, Konzerthaus i Philarmonie de Berna i el Konzerthaus de Berlín, Musikverein de Viena així com gires per Europa, Amèrica del Sud, Estats Units i Japó. també ha participat en els festivals de Slesvig-Holstein, City of London, Salzburg Festspiele, Schubertiade de Schwarzenberg, Lucerna, Bath, Luberon, Kuhmo, Liceu de Càmera, Temporada Ibercamera, i Festival Mozart de la Corunya, Festival de Música Religiosa de Conca i Santa Fe.
El quartet enregistra habitualment per al segell Harmonia Mundi, amb el qual ja ha enregistrat els quartets op.10 i op. 15 d'Alexander Zemlinsky, la sèrie completa dels quartets de joventut de W. A. Mozart i la integral dels quartets de Juan Crisóstomo de Arriaga, cicle que ja interpretaren l'any 2002 al Palau Reial de Madrid, amb el quartet d'instruments de Stradivarius de la família reial.
Durant la temporada 2017/2018, com a celebració dels 20 anys de trajectòria, ofereixen en concert la integral dels quartets de corda de Beethoven en diversos auditoris de prestigi, entre els quals L'Auditori de Barcelona. És una fita per a qualsevol quartet. Posteriorment enregistraran aquestes obres.

## Premis
El Quartet Casals ha guanyat els primers premis del Concurs Internacional de Quartets de corda de Londres el 2000, i del Concurs Internacional de Quartets de corda Johannes Brahms d'Hamburg el 2002. L'any 2005 li fou atorgat el Premi Ciutat de Barcelona, i l'any següent el Premio Nacional de Música. L'any 2008 reben el Borletti-Buitoni Trust Award i el 2016 són reconeguts amb el Premi Nacional de Cultura en la categoria de música.